# Star Wars Day
(George Lucas, Guerre stellari)
Lo Star Wars Day è una giornata commemorativa informale ricorrente ogni anno il 4 maggio per celebrare il franchise mediatico di Guerre stellari, creato dal fondatore, ex presidente e amministratore delegato di Lucasfilm, George Lucas. L'osservanza della giornata si è diffusa rapidamente attraverso i media e le celebrazioni di base sin dall'inizio del franchise nel 1977.
Tale data è stata scelta come Star Wars Day a causa della popolarità di un gioco di parole in lingua inglese tra la famosa citazione "May the Force be with you" ("Che la Forza sia con te") e la frase "May the fourth be with you" ("Il quattro maggio sia con te"), causato dal doppio significato della parola May (in relazione al contesto può significare "possa" oppure "maggio") e dall'assonanza tra le parole Force ("Forza") e fourth ("quarto"). Anche se la festa non è stata creata o dichiarata dalla Lucasfilm, molti fan di Guerre stellari di tutto il mondo hanno scelto di celebrarla. Da allora è stata abbracciata dalla Lucasfilm e dalla Disney come celebrazione annuale di Guerre stellari.

## 4 maggio
La prima apparizione della frase "May the fourth be with you", però, non sembra attribuibile ai fan di Star Wars: quando nel 4 maggio 1979 Margaret Thatcher divenne la prima donna ad essere eletta Primo ministro del Regno Unito, il suo partito pubblicò sul The London Evening News un augurio che recitava "May the Fourth Be with You, Maggie. Congratulations." Tale frase è stata riportata anche nella resocontazione parlamentare del Parlamento del Regno Unito.
Nel 2005, in un'intervista sul canale televisivo tedesco Channel N24, a George Lucas fu chiesto di recitare la famosa frase "May the Force be with you". L'interprete tradusse simultaneamente in tedesco Am 4. Mai sind wir bei Ihnen ("Il 4 maggio saremo con te"). Quest'errore fu notato da TV Total e mandato in onda il 18 maggio 2005.

## 25 maggio
Il 1º maggio 2007 il Los Angeles City Council dichiarò che, in onore del trentennale della prima proiezione del primo episodio della saga, il 25 maggio fosse considerato lo Star Wars Day.

## Eventi
Numerosi eventi sono organizzati in tutto il mondo, in particolare nei paesi anglosassoni, ad esempio:
- Nel 2011, a Toronto, Ontario, Canada, al Toronto Underground Cinema si tenne per la prima volta una celebrazione dello Star Wars Day, durante la quale furono organizzati diversi eventi. Tra questi, un quiz sulla trilogia originale, una gara di cosplay la cui giuria era composta da celebrità e la proiezione su un maxischermo dei migliori film, parodie e remix tributo alla saga. Una seconda edizione dell'evento è stata organizzata per il 2012.[8]
- A Leeds, in Inghilterra, viene organizzata annualmente una mostra di opere di diversi artisti, memorabilia e oggetti legati al tema di Star Wars[9].
- Al National Space Centre di Leicester, in Inghilterra, viene organizzato un evento al quale prendono parte attori della saga, vengono tenute conferenze ed organizzati diversi eventi per bambini[10]
- Nell'Arlington Campus della University of Texas, Austin, Texas, USA, viene organizzato annualmente l'evento The Unofficial World's Largest Lightsaber Flash Mob ("Il più grande flash mob delle spade laser non ufficiale del mondo")[11]
- Al Pacific Science Center di Seattle, Washington, USA, viene organizzato un evento a tema Star Wars con contenuti scientifici ad obiettivo divulgativo[12].
- La radio della Svizzera Italiana Rete Tre nel 2013 ha organizzato un pomeriggio speciale dedicato a "May the 4th be with you".
- Nel 2014, a Roma, lo Star Wars Day invade il Colosseo, con le truppe imperiali e gli incrociatori galattici che si affiancano ai centurioni romani nella città eterna.
- Il 3 maggio 2015 a Milano, nel fine settimana che ha anche visto l'inaugurazione di Expo 2015, viene celebrato nel centro della città ed all'Arena Civica lo Star Wars Day.